# Pełnomocnik Rządu do Spraw Polskiego Dziedzictwa Kulturalnego za Granicą
Pełnomocnik Rządu do Spraw Polskiego Dziedzictwa Kulturalnego za Granicą – jednostka organizacyjna Ministerstwa Kultury i Sztuki istniejąca w latach 1996–2001, powołana w celu  inicjowania  i koordynacji działania w zakresie ochrony polskiego dziedzictwa kulturalnego za granicą.

## Powołanie Pełnomocnika
Na podstawie rozporządzenia Rady Ministrów z 1996 r. w sprawie Pełnomocnika Rządu do Spraw Polskiego Dziedzictwa Kulturalnego za Granicą ustanowiono Pełnomocnika. Powołanie Pełnomocnika pozostaje w ścisłym związku z ustawą z listopada 1985 r. o zmianach w organizacji oraz zakresie działania niektórych naczelnych i centralnych organów administracji państwowej.
Pełnomocnik działał w ramach struktury organizacyjnej Ministerstwa Kultury i Sztuki.

## Zadania Pełnomocnika
Do zadań Pełnomocnika należało w szczególności:
- w porozumieniu z Ministrem Spraw Zagranicznych, wykonywanie umów międzynarodowych, których stroną jest Rzeczpospolita Polska, w zakresie ochrony polskiego dziedzictwa kulturalnego za granicą,
- prowadzenie ewidencji ruchomych i nieruchomych dóbr kultury związanych z Polską, a znajdujących się za granicą w wyniku grabieży wojennych, zmian w przynależności państwowej niektórych terytoriów oraz nielegalnego wywozu,
- gromadzenie danych dotyczących okoliczności utracenia ruchomych dóbr kultury i możliwości ich restytucji,
- organizowanie poszukiwań utraconych dóbr kultury polskiej za granicą i podejmowanie działań restytucyjnych,
- dokumentowanie „poloniców” o szczególnym znaczeniu dla polskiego dziedzictwa kulturalnego,
- organizowanie i udzielanie pomocy w celu zabezpieczenia i konserwacji dóbr kultury oraz upamiętnienia wybitnych osób lub zdarzeń historycznych związanych z polskim dziedzictwem kulturalnym za granicą,
- promowanie badań naukowych nad polskim dziedzictwem kulturalnym za granicą,
- informacja i propagowanie wiedzy o polskim dziedzictwie kulturalnym za granicą przez publikacje, wystawy i środki masowego przekazu,
- opieka i pomoc organizacjom i instytucjom emigracyjnym prowadzącym działalność w zakresie nauki, kultury i ochrony polskiego dziedzictwa kulturalnego za granicą, wspieranie muzeów, bibliotek i archiwów,
- współdziałanie z Naczelnym Dyrektorem Archiwów Państwowych w zakresie ochrony i rewindykacji polskich zasobów archiwalnych za granicą.

Pełnomocnik Rządu realizował swoje zadania w stosunku do dóbr kultury w rozumieniu ustawy z 1962 r. o ochronie dóbr kultury i o muzeach.
Pełnomocnik mógł powoływać zespoły i grupy robocze, a także podejmować współpracę z organami państwowymi i zainteresowanymi instytucjami oraz środowiskami.
Pełnomocnik przedstawiał Radzie Ministrów roczne sprawozdania ze swojej działalności.
Pełnomocnik wykonywał powierzone mu zadania przy pomocy Biura Pełnomocnika, stanowiącego komórkę organizacyjną Ministerstwa Kultury i Sztuki.

## Zniesienie urzędu Pełnomocnika
Na podstawie rozporządzenia Rady Ministrów z  2001 r. w sprawie zniesienia niektórych pełnomocników Rządu zlikwidowano urząd Pełnomocnika.